# Willkommia annua
Willkommia annua är en gräsart som beskrevs av Eduard Hackel. Willkommia annua ingår i släktet Willkommia och familjen gräs. Inga underarter finns listade i Catalogue of Life.